# 第二次王子之乱
第二次王子之乱，是1400年朝鮮王朝发生的宫廷政变，又稱庚辰靖社。

## 经过
1398年朝鲜发生第一次王子之乱后，李朝太祖李成桂退位，其次子定宗李芳果即位。政变的发动者、为朝鲜开国立下功劳的李成桂第五子李芳远对此不满。定宗即位后没有指定继承人，其三弟益安公李芳毅性情醇谨恬淡，无意争夺王位，四弟怀安公李芳幹认为自己以次当立。而禹玄宝、河崙、李茂等权臣则拥立靖安公李芳远。
定宗二年（1400年）正月二十七日，三军府为了准备「祭纛」（祭祀軍旗之神），命公侯去狩猎野禽充当祭品。第二天，李芳幹派儿子义宁君李孟宗前往李芳远府邸，询问其狩猎场所。李芳远认为对方可能在猎场伏击自己，于是也派人前往李芳幹府邸侦察其猎所。李芳幹麾下的军士全都身穿盔甲，集结在院子中，李芳远知道事情有变，于是和义安公李和、完山君李天祐等人迅速集结自己的私兵，同时派人前往开京寿昌宫，让定宗李芳果固守宫门，以防备非常之变。
李芳幹带领兵马向开城内城东大门进发，同时派麾下的上将军吴应权通知定宗说“靖安公谋欲害我，我不得已起兵攻之，请上勿惊”，通知三兄李芳毅“请严兵自卫勿动”，并派人通知父亲太上王李成桂，称“靖安公（李芳远）即将加害于臣，臣不可空死，故发兵应变”。李芳幹的部下经善竹桥到可祚街驻兵，李芳远的兵马则集结于开城的屎反桥，并分军占领太庙洞、把子反、注乙井等要地。两军随后在开城的马井洞和典牧洞展开了激烈的巷战。李芳远部下在激战中获胜，李芳幹失败，经妙莲北洞、麻前岐路逃往辅国洞，最后躲入高丽王朝离宫积庆园的故址，被李芳远的部下活捉。
随后李芳幹与儿子一起被流放到兔山，后来被安置到李氏本貫全州，赐食邑五十户，以终天年。

## 政变结果
定宗二年（1400年）二月初四，李芳远被李芳果册立为王世子，其手下的办事机构称“仁寿府”。太上王李成桂所居宫殿则改名德寿宫，供奉机构名“承宁府”，并上尊号为“启运神武太上王”，献玉册金宝。当年十一月十一日，李芳远从李芳果手里接过了王位，同月十三日，李芳遠於壽昌宮即位，即李朝第三代国王太宗。